# Minunatele peripeții ale lui Flapjack
Minunatele peripeții ale lui Flapjack (de asemenea cunoscut ca Peripețiile lui Flapjack sau simplu Flapjack) este un desen animat american creat de Thurop Van Orman pentru Cartoon Network. Premiera în Statele Unite a avut loc pe 5 iunie 2008. Serialul urmărește pe Flapjack, un băiețel naiv care a fost crescut de balena Bubbie și este mentorat de un pirat bătrân pe nume Căpitanul K’nuckles. Cei trei trăiesc în apropiere de Portul Furtunos, și între timp ei caută evaziva Insulă de Zahăr.
Van Orman, care a prezentat ideea canalului Cartoon Network încă din 2001, a încorporat propriile lui visuri de aventuri pe mare, avute pe când era un băiat în Florida, în serial. După trei sezoane și 46 de episoade, serialul s-a încheiat pe 30 august 2010. În timpul difuzării sale, Flapjack a câștigat două Premii Primetime Emmy și a fost nominalizat pentru încă un Premiu Emmy, două Premii Annie și un premiu Golden Reel.

## Despre serial
Povestea este despre un băiețel pe nume Flapjack ce a fost crescut în Portul Furtunos de o balenă vorbitoare, numită Bubbie, în interiorul căreia acesta locuiește, alături de prietenul lui, Căpitanul Knuckles. Bătrânul marinar i-a umplut capul lui Flapjack cu visuri de aventuri pe mare. Cel mai mult celor doi prieteni le place să meargă în aventuri mărețe, și în același timp și să mănânce bomboane cât cuprinde. Bubbie întotdeauna crede că Knuckles îl învață pe Flapjack lucruri rele și de aceea îl urăște foarte tare.

## Personaje

### Flapjack
Este un băiat iubitor de aventură și agitat care a fost crescut de Bubbie, balena vorbitoare. În ciuda avertizărilor sale, Flapjack este vrăjit de poveștile spuse de K'nuckles și își dorește să devină un aventurier la fel de mare ca și căpitanul. Cel mai mult își dorește să ajungă pe Insula de Zahăr, la fel ca căpitanul K'nuckles.

### Căpitanul K'nuckles
K'nuckles este un marinar bătrân care se crede cel mai tare aventurier din istorie. Îi umple capul lui Flapjack cu tot soiul de povești în care el este eroul principal. Acesta îl învață pe Flapjack lucruri rele, îi place să mănânce dulciuri, să bea sirop de arțar și să doarmă mult. Îi place să se laude zicând că a fost în multe aventuri. Cel mai mult își dorește să ajungă pe Insula de Zahăr, la fel ca Flapjack.

### Bubbie
Bubbie este ca o mamă extrem de protectoare. Ea preferă siguranța oferită de Portul Stormalong în detrimentul pericolelor mărilor, dar Bubbie este întotdeauna acolo pentru a-l sprijini pe Flapjack, indiferent de necazurile în care intră datorită lui K'nuckles. Ea îl displace pe K'nuckles pentru obiceiurile de prost gust, dar îi duce dorul când acesta pleacă de acasă și doarme într-o cutie prin port.

### Larry mentolatul
Larry mentolatul este proprietarul super prietenos al Butoiului cu Dulciuri. E singura persoană care poate satisface dorințele dulci ale trântorilor din port. Când ei n-au bani pentru dulciuri, Larry le dă drept hrană niște soluții nesigure (supe de pește din "cei mai buni pești ai portului"). Larry are o soție făcută integral din dulciuri, pe care o iubește enorm și o uriașă fată adoptivă. De asemenea poate invoca spiritele din Lumea de dincolo cu ajutorul unor cristale de zahăr.

### Doc Hag
Ea este o angajată a primăriei Portului Furtunos care are obiceiul de a da multe amenzi. Amenda sa preferată este pentru lăsarea balenelor în ape nesupravegheate. Ea îi urăște foarte tare pe Flapjack și pe căpitanul Knuckles, mai ales pentru faptul că nu-și plătesc amenzile. Ea îl iubește în mare taină pe Knuckles, fapt dezvăluit în episodul ,,După perdea".

### Dr. Julius Barber
Doctorul Barber (barber de la englezescul ,,barber", rom. ,,bărbier") este singurul specialist din Portul Furtunos care se ocupă de problemele medicale ale locuitorilor. Doctorul este de asemenea și frizer, în subsolul frizeriei crescând o creatură care se hrănește cu părul tuns. Acesta are o obsesie pentru operații, dorind să facă experimente îngrozitoare pe pacienți, fără a-și da seama că le face rău acestora. Doctorul este și bombonolog, realizând studii la Facultatea de Bombonologie la cererea mamei sale, care locuiește într-un sertar.

### Lolly Poopdeck
Lolly Poopdeck zis și "Pupa" sau "Bombonel mirositor" este un locuitor al Portului Furtunos. Pupa are o pereche de jeanși, restul corpului fiind descoperit, neavând încălțăminte sau altele, rămânând la bustul gol. Are tot timpul cu el două găleți, la care ține foarte mult. Nu se știe ce ține în ele, dar în conformitate cu K'nuckles, ,,ele sunt pline cu lacrimile lui, Pupa este un plângăcios". De asemenea transmite și telegrame prin viu grai. S-a dezvăluit că este fiul celei mai bogate familii din oraș, familia 
Nickelbottoms.

### Doamna Nickelbottoms
Este cea mai bogată femeie din Portul Furtunos. Conacul ei este situat în cel mai înalt punct al portului, parte inaccesibilă pentru majoritatea locuitorilor. Casa ei a fost construită integral din dulciuri de către Lordul Nickelbottoms, un aventurier înfocat. Ea are un majordom loial și cumpătat pe nume Charles. De asemenea are și un bulldog englez, care este primarul orașului.

### Charles
Este valetul Doamnei Nickelbottoms. Charles are ochii închiși de sfială, este pudrat, poartă colanți și opincuțe, are o pălărie în stil renascentist și păr buclat. Singura lui replică este ,,Da, doamnă.". A fost vizibil iritat când Doamna Nickelbottoms a uitat de ziua lui și i-a oferit un tort aniversar câinelui ei, chiar dacă era ziua lui Charles și nu a câinelui.

### Pete alunecosul
Pete este un locuitor al Portului Furtunos, dar nu are un adăpost stabil. I se spune "alunecosul" din pricina unor secreții care sunt prezente tot timpul pe corpul lui, făcându-l alunecos. Pete este specializat în masaj și tratamente cu alge.

### Domnișoara Leading
Domnișoara Leading (leading de la englezescul ,,to lead", rom. ,,a conduce") este singurul dascăl cunoscut din Portul Furtunos. Ea predă la Școala primară din Portul Furtunos, care are o singură clasă, unde învață opt copii, iar pentru două zile și Flapjack și K'nuckles. Flapjack nu știa care-i dreapta și care-i stânga, așa că Domnișoara Leading, văzându-i în clasă în toiul nopții, s-a deghizat în Willy Opt-Brațe pentru a-i pune într-o situație de criză pe cei doi, K'nuckles speriat de moarte fiind i-a ordonat lui Flapjack să-i aducă harponul din partea dreaptă a clasei pentru a se apăra, iar Domnișoara Leading, văzând că Flapjack a învățat cele două direcții, și-a aruncat costumul și a spus: ,,Metodele mele de învățare pot fi ciudate, dar își ating mereu scopul".

### Willy Opt-Brațe
Willy Opt-Brațe, cea mai periculoasă creatură din mare, este un monstru marin care sparge oase. Acestuia îi face plăcere să mănânce balene, aventurieri dar mai ales dulciuri. El este rivalul principal al tuturor marinarilor ce doresc să traverseze periculoasa Mare a dinților.

### Calamburel McKane
Calamburel, zis și ,,Punsie" (Punsie de la englezescul ,,pun", rom. ,,calambur, joc de cuvinte") este cel mai amuzant marinar de pe cele șapte mări. A fost invitat de Larry mentolatul în port pentru a participa la Concursul de calambururi din Portul Furtunos, sponsorizat de Butoiul cu bomboane. L-a intimidat pe Larry, făcându-l să plângă, dar i-a fost închisă gura datorită unei glume prostești făcute de K'nuckles. Totul a luat o întorsătură interesantă, când de la șarada făcută pe scenă publicul a început să râdă și să distrugă teatrul. Scena s-a terminat cu Portul Furtunos scufundat și cu cei doi protagoniști stând într-o cadă plină cu suc de merișoare, plutind în mare și spunând glume.

### Sally Sirop
A apărut în port vânzând scoici de pe Insula Sângerie. Când Flapjack a pus la ureche scoica, încercând să audă sunetul mării, un parazit-matcă în formă de inimă l-a infectat cu microbul dragostei, acesta manifestându-se printr-o iubire spontană față de Sally și de prezența unor inimioare plutitoare comestibile deasupra capului lui Flapjack. Larry mentolatul, văzând că inimioarele au un gust bun, a început să le vândă în masă, producția lor de către parazit slăbindul pe Flapjack. Când Doctorul Barber a spus că acestea sunt un produs parazitar, tot orașul și-a dat seama că este infectat cu microbul dragostei. Pentru a rezolva problema, Sally a suflat în scoica-mamă ca într-un corn francez și toate inimioarele-pui au mers spre scoică, scăpând orașul de maladie. Sally a apărut a doua oară în serial în episodul ,,Întoarcerea lui Sally Sirop".

### Warselington Bănet-Dolar-Valută
Este fiul unui foarte bogat patron din Portul Furtunos. Acesta s-a cazat la un hotel din port dar l-a părăsit după scurt timp, pentru că din spusele lui ,,au râs de el pentru că este bogat". Flapjack și Knuckles i-au auzit povestea și s-au împrietenit cu el pentru a profita de banii pe care-i deține, cazându-l o perioadă în gura lui Bubbie.

## Episoade
| Premiera în România | N/o | Titlu român                                      | Titlu englez                                     |
| ------------------- | --- | ------------------------------------------------ | ------------------------------------------------ |
|                     |     |                                                  |                                                  |
| PRIMUL SEZON        |     |                                                  |                                                  |
|                     |     |                                                  |                                                  |
| 07.03.2009          | 01  | Câteva leghe sub mare                            | Several Leagues Under the Sea                    |
| 07.03.2009          | 01  | Insula lui Cammie                                | Cammie Island                                    |
|                     |     |                                                  |                                                  |
| 08.03.2009          | 02  | Câteva leghe deasupra mării                      | Several Leagues Above the Sea!                   |
| 08.03.2009          | 02  | Ce ambalaj!                                      | That’s a Wrap!                                   |
|                     |     |                                                  |                                                  |
| 14.03.2009          | 03  | În căutarea dragostei în butoaiele nepotrivite   | Lookin’ for Love in All the Wrong Barrels        |
| 14.03.2009          | 03  | Bărboșii                                         | Beard Buddies                                    |
|                     |     |                                                  |                                                  |
| 21.03.2009          | 04  | Școlit                                           | Skooled                                          |
| 21.03.2009          | 04  | Întâlnire cu Snarci                              | Snarked!                                         |
|                     |     |                                                  |                                                  |
| 22.03.2009          | 05  | Un bărbierit și o frizură, doi prieteni          | Shave and a Haircut, Two Friends!                |
| 22.03.2009          | 05  | Te văd                                           | Eye Sea You                                      |
|                     |     |                                                  |                                                  |
| 28.03.2009          | 06  | Cât de amuzant era în vest                       | How The West Was Fun                             |
| 28.03.2009          | 06  | Knuckles e un șobolan murdar                     | K’nuckles Is A Filthy Rat                        |
|                     |     |                                                  |                                                  |
| 29.03.2009          | 07  | Arsuri la picioare                               | Foot Burn                                        |
| 29.03.2009          | 07  | Dă-mi mâna                                       | Hand It Over                                     |
|                     |     |                                                  |                                                  |
| 04.04.2009          | 08  | Mușchi dorsali                                   | Sittin’ Muscle                                   |
| 04.04.2009          | 08  | Un nod amuzant                                   | Knot Funny                                       |
|                     |     |                                                  |                                                  |
| 05.04.2009          | 09  | Puștiul 5 cenți                                  | Kid Nickels                                      |
| 05.04.2009          | 09  | O viață dulce                                    | The Sweet Life                                   |
|                     |     |                                                  |                                                  |
| 30.05.2009          | 10  | Calambururi                                      | Pun Times with Punsie McKale                     |
| 30.05.2009          | 10  | Echilibristică                                   | Balance                                          |
|                     |     |                                                  |                                                  |
| 12.04.2009          | 11  | Insula duhului mecanic                           | Mechanical Genie Island                          |
| 12.04.2009          | 11  | Răzbunare                                        | Revenge                                          |
|                     |     |                                                  |                                                  |
| 18.04.2009          | 12  | O, frate                                         | Oh Brother                                       |
| 18.04.2009          | 12  | Un Flapjack fals                                 | Panfake                                          |
|                     |     |                                                  |                                                  |
| 25.04.2009          | 13  | Fii lider și vei suspina                         | Lead ’Em and Weep                                |
| 25.04.2009          | 13  | Arici de mare                                    | Sea Urchins                                      |
|                     |     |                                                  |                                                  |
| 06.06.2009          | 14  | Picioare din Mare                                | Sea Legs                                         |
| 06.06.2009          | 14  | Fără sirop pe clătitele vechi                    | No Syrup for Old Flapjacks                       |
|                     |     |                                                  |                                                  |
| 07.06.2009          | 15  | Omul plantă                                      | Plant Man                                        |
| 07.06.2009          | 15  | Capete de pește                                  | Fish Heads                                       |
|                     |     |                                                  |                                                  |
| 13.06.2009          | 16  | Îngerul meu păzitor îmi scoate peri albi         | My Guardian Angel Is Killing Me!!                |
| 13.06.2009          | 16  | Dragă jurnalule                                  | Dear Diary                                       |
|                     |     |                                                  |                                                  |
| 15.07.2009          | 17  | Lipsește ceva                                    | Something’s a Miss                               |
| 15.07.2009          | 17  | Pe aripile dorinței                              | Gone Wishin’                                     |
|                     |     |                                                  |                                                  |
| 20.06.2009          | 18  | Microbul dragostei                               | Love Bugs                                        |
| 20.06.2009          | 18  | Fraieriți de Ben Boozled                         | Ben Boozled                                      |
|                     |     |                                                  |                                                  |
| 21.06.2009          | 19  | Iubire de balenă                                 | Whale Times                                      |
| 21.06.2009          | 19  | Supărare pe regina bomboanelor                   | Candy Cruise Blues                               |
|                     |     |                                                  |                                                  |
| 27.06.2009          | 20  | Diamante în gunoaie                              | Diamonds in the Stuff                            |
| 27.06.2009          | 20  | Burtici chicotitoare                             | TeeHee Tummy Tums                                |
|                     |     |                                                  |                                                  |
| SEZONUL 2           |     |                                                  |                                                  |
|                     |     |                                                  |                                                  |
| 22.11.2010          | 21  | Sparge sticla                                    | Jar She Blows                                    |
| 22.11.2010          | 21  | După perdea                                      | Behind the Curtain                               |
|                     |     |                                                  |                                                  |
| 23.11.2010          | 22  | Lovește                                          | Shut It                                          |
| 23.11.2010          | 22  | Care pe care                                     | Who’s Mooching Who?                              |
|                     |     |                                                  |                                                  |
| 24.11.2010          | 23  | Pe lună                                          | Over The Moon                                    |
| 24.11.2010          | 23  | 100 de recenzori                                 | 100 Percensus                                    |
|                     |     |                                                  |                                                  |
| 25.11.2010          | 24  | Jos pălăria                                      | Off With His Hat                                 |
| 25.11.2010          | 24  | Knukles s-a îmbolnăvit                           | K’nuckles and His Hilarious Problem              |
|                     |     |                                                  |                                                  |
| 26.11.2010          | 25  | Pantaloni moderni                                | Fancy Pants                                      |
| 26.11.2010          | 25  | Probleme cu îmbrățișările                        | Cuddle Trouble                                   |
|                     |     |                                                  |                                                  |
| 29.11.2010          | 26  | Cine e bărbatul din oglindă?                     | Who’s That Man In The Mirror?                    |
| 29.11.2010          | 26  | Finaluri nefericite                              | Unhappy Endings                                  |
|                     |     |                                                  |                                                  |
| 30.11.2010          | 27  | Corabia lui Knuckles                             | S.S. K’nuckles                                   |
| 30.11.2010          | 27  | Casanova dulciurilor                             | Candy Cassanova                                  |
|                     |     |                                                  |                                                  |
| 01.12.2010          | 28  | În larg                                          | Down With the Ship                               |
| 01.12.2010          | 28  | Willy                                            | Willy!                                           |
|                     |     |                                                  |                                                  |
| 02.12.2010          | 29  | Bubbie și durerea de burtică                     | Bubbie’s Tummy Ache                              |
| 02.12.2010          | 29  | Aveți grijă de magazin și nu vă uitați în sertar | Mind the Store, Don’t Look in the Drawer         |
|                     |     |                                                  |                                                  |
| 03.12.2010          | 30  | Pensionează-te, te rog                           | Please Retire                                    |
| 03.12.2010          | 30  | Monstrul din adâncuri                            | Under the Sea Monster                            |
|                     |     |                                                  |                                                  |
| 06.12.2010          | 31  | Flapjack merge la petrecere                      | Flapjack Goes to a Party                         |
| 06.12.2010          | 31  | Tipul dansator                                   | Rye Ruv Roo                                      |
|                     |     |                                                  |                                                  |
| 24.12.2010          | 32  | Ziua refluxului                                  | Low Tidings                                      |
|                     |     |                                                  |                                                  |
| 07.12.2010          | 33  | Întoarcete acasă, căpitane                       | Come Home Cap’n                                  |
| 07.12.2010          | 33  | Cel mai rapid om în viață                        | Fastest Man Alive                                |
|                     |     |                                                  |                                                  |
| 08.12.2010          | 34  | Animalule                                        | Oh You Animal!                                   |
| 08.12.2010          | 34  | Întoarcerea lui Sally                            | The Return of Sally Syrup                        |
|                     |     |                                                  |                                                  |
| 09.12.2010          | 35  | Oase leneșe                                      | Lazy Bones                                       |
| 09.12.2010          | 35  | Doi bătrâni și un cufăr                          | Two Old Men and A Locked Box                     |
|                     |     |                                                  |                                                  |
| 10.12.2010          | 36  | Poc                                              | Bam!                                             |
| 10.12.2010          | 36  | Rătăciți pe uscat                                | Lost at Land                                     |
|                     |     |                                                  |                                                  |
| 13.12.2010          | 37  | Doar un sărut                                    | Just One Kiss                                    |
| 13.12.2010          | 37  | Fântâna dorințelor                               | Wishing Not So Well                              |
|                     |     |                                                  |                                                  |
| 14.12.2010          | 38  | B vine de la bleumarin                           | N is for Navy                                    |
| 14.12.2010          | 38  | Ce m'ânci căp'tane?                              | What’s Eatin’ Ya Cap’m?                          |
|                     |     |                                                  |                                                  |
| 15.12.2010          | 39  | Ziarul cu butoiul cu apă de băut                 | I’m So Proud… of Me                              |
| 15.12.2010          | 39  | O zi fără râs                                    | A Day Without Laughter                           |
|                     |     |                                                  |                                                  |
| 16.12.2010          | 40  | Toate mâinile pe punte                           | All Hands on Deck                                |
|                     |     |                                                  |                                                  |
| SEZONUL 3           |     |                                                  |                                                  |
|                     |     |                                                  |                                                  |
| 17.12.2010          | 41  | Ai grijă ce pescuiești                           | Careful What You Fish For                        |
| 17.12.2010          | 41  | Primar ori nu                                    | Mayor May Not                                    |
|                     |     |                                                  |                                                  |
| 20.12.2010          | 42  | Încep să cred                                    | I’m A Believer                                   |
| 20.12.2010          | 42  | Mincinosule, te putem angaja?                    | Liar, Liar, You For Hire?                        |
|                     |     |                                                  |                                                  |
| 21.12.2010          | 43  | Colegul din bomboane                             | Candy Colleague                                  |
| 21.12.2010          | 43  | Cu cizmele astea te calc în picioare             | These Boots Were Made for Walking (On Your Face) |
|                     |     |                                                  |                                                  |
| 22.12.2010          | 44  | Marinarul de uscat                               | HighLandLubber                                   |
| 22.12.2010          | 44  | Cine a dat drumul pisicilor din casa babei?      | Who Let the Cats Out of the Old Bag’s House?     |
|                     |     |                                                  |                                                  |
| 23.12.2010          | 45  | Furtuna perfectă                                 | Parfait Storm                                    |
| 23.12.2010          | 45  | Knuckles nu fi erou                              | K’nuckles Don’t Be a Hero                        |
|                     |     |                                                  |                                                  |
| 24.12.2010          | 46  | Prinde-mă dacă poți                              | Catch Me if You Candy                            |
| 24.12.2010          | 46  | Pești pe uscat                                   | Fish Out of Water                                |
|                     |     |                                                  |                                                  |
| SCURT-METRAJE       |     |                                                  |                                                  |
|                     |     |                                                  |                                                  |
| 02.02.2010          | S01 |                                                  | I Flushy My Brushy                               |
|                     |     |                                                  |                                                  |
| 14.02.2010          | S02 | Negustorul de pește                              | Fishmonger                                       |
|                     |     |                                                  |                                                  |
| 19.02.2010          | S03 | Pilot                                            | Flagship                                         |
|                     |     |                                                  |                                                  |
| 03.02.2010          | S04 | Căpitanul și unghiile de la picioare             | Captain and ToeNeil                              |
|                     |     |                                                  |                                                  |
| 01.02.2010          | S05 | Rău de mare                                      | Sea Sick                                         |
|                     |     |                                                  |                                                  |
| 01.02.2010          | S06 | Noapte înstelată                                 | Starry Night                                     |
|                     |     |                                                  |                                                  |

## Transmisia în țara noastră
Difuzarea în țara noastră a fost pe Cartoon Network și Kanal D (perioada de difuzare 2009-2011).